# Amphianthus crassus
Amphianthus crassus är en havsanemonart som först beskrevs av Gravier 1918.  Amphianthus crassus ingår i släktet Amphianthus och familjen Hormathiidae. Inga underarter finns listade i Catalogue of Life.